# Halobisium
Genre
Halobisium est un genre de pseudoscorpions de la famille des Neobisiidae.

## Distribution
Les espèces de ce genre se rencontrent dans l'ouest de l'Amérique du Nord et dans l'est de l'Asie.

## Liste des espèces
Selon Pseudoscorpions of the World (version 3.0) :
- Halobisium occidentale Beier, 1931
- Halobisium orientale (Redikorzev, 1918)

## Publication originale
- Chamberlin, 1930 : A synoptic classification of the false scorpions or chela-spinners, with a report on a cosmopolitan collection of the same. Part II. The Diplosphyronida (Arachnida-Chelonethida). Annals and Magazine of Natural History, sér. 10, vol. 5, p. 1-48 & 585-620.